# Frühling in Paris (2020)
Frühling in Paris (Originaltitel: Seize Printemps) ist ein französischer Spielfilm aus dem Jahr 2020 von Suzanne Lindon.

## Handlung
Die 16-jährige Suzanne lebt zusammen mit ihrer Familie in Paris und geht noch in die Schule. Dort fühlt sie sich frustriert und findet keinen Anschluss. Auf Partys langweilt sie sich.
Als sie eines Tages den 35-jährigen Theaterschauspieler Raphael trifft, fühlt sie sich zu ihm hingezogen. Sie beobachtet ihn, sieht ihm heimlich beim Proben im Theater zu. Auch Raphael langweilt sich und hat keine Lust, jeden Abend dieselbe Rolle auf der Bühne zu spielen. Das schüchterne junge Mädchen fällt Raphael schließlich auf, er verabredet sich mit ihr, und die beiden verlieben sich ineinander. Raphael lässt Suzanne klassische Musik hören, beobachtet sie zunächst, nach kurzer Zeit jedoch reagieren beide emotional und auf gleiche Weise auf die Musik. Den Eltern fallen Veränderungen an dem Mädchen auf, sie ist verträumt und zieht sich noch mehr als früher von ihren Klassenkameradinnen zurück. Irgendwann gibt sie Raphael völlig überraschend den Abschied, bricht zu Hause in Tränen aus. Zum Schluss sieht sich Suzanne auf ihrem Schulweg noch einmal das geschlossene Theater an und geht dann weiter zu ihrer Schule.

## Produktion und Veröffentlichung

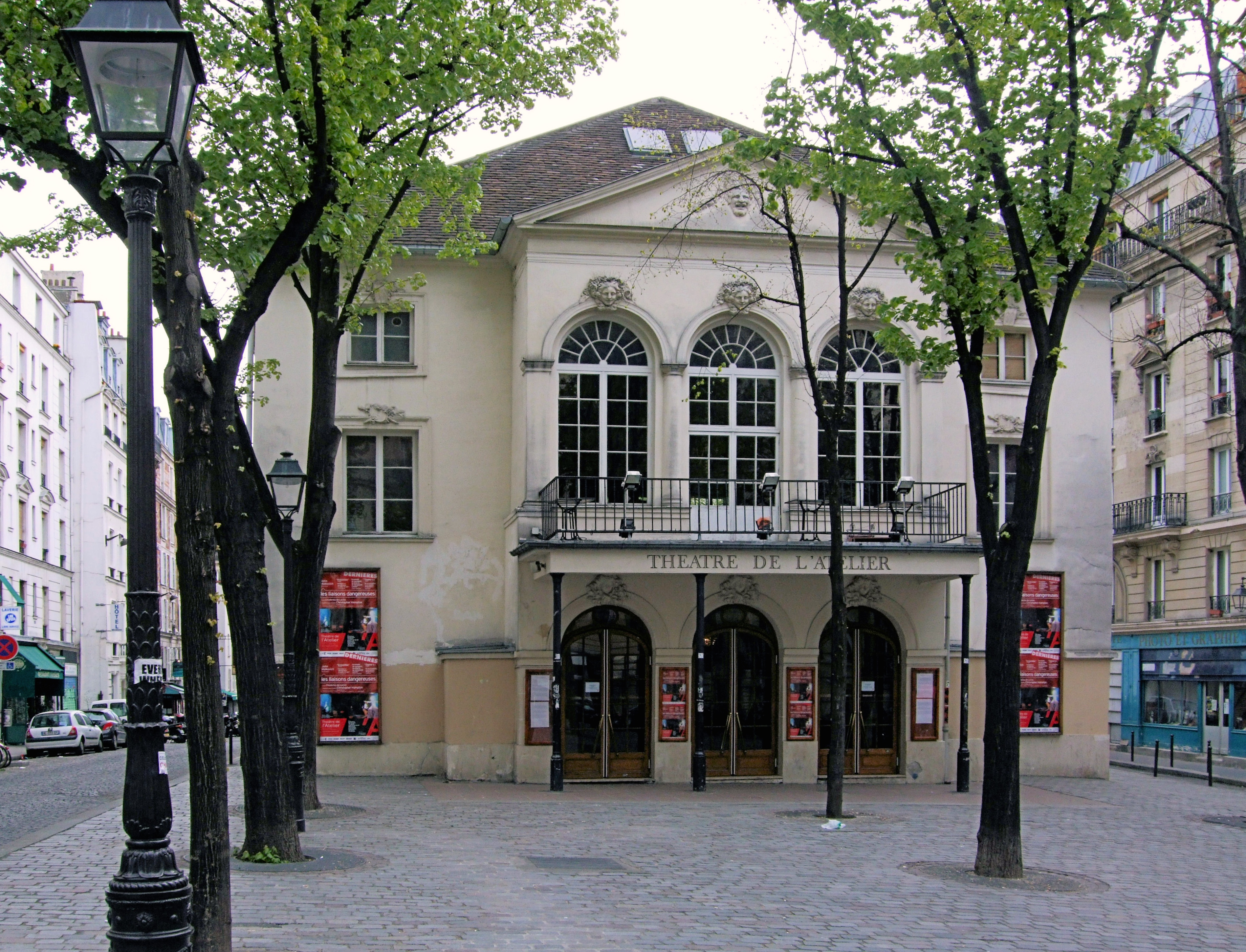
Théâtre de l’Atelier und die Place Charles Dullin

Frühling in Paris ist der Debütfilm der Regisseurin, die zum Zeitpunkt der Dreharbeiten 20 Jahre alt war. Das Budget betrug nur 150.000 Euro. Der Film wurde im September 2019 in Paris innerhalb von drei Wochen abgedreht. Einer der Hauptschauplätze war das Théâtre de l’Atelier. Die Regisseurin und Drehbuchautorin Suzanne Lindon, die den Film auch produzierte, war zugleich die Hauptdarstellerin und kümmerte sich sowohl um das Casting als auch um die Kostüme und die Szenerie. Unterstützt wurde sie von einer kleinen technischen Crew. Für den Kameramann Jérémie Attard, der vorher nur einige Kurzfilme gedreht hatte, war Frühling in Paris ebenfalls der ersten Spielfilm. Die Filmmusik komponierte der französische Chansonsänger Vincent Delerm. Die Musik, die die Protagonistin mit Raphaels Kopfhörer hört, ist ein Ausschnitt aus Vivaldis Stabat mater (Eja Mater, fons amoris), gesungen von Andreas Scholl.
Premiere des Films war am 1. September 2020 auf dem Angoulême Film Festival, Deutschlandpremiere am 29. September 2020 auf dem Hamburg Film Festival.

## Rezeption
Der Film war 2020 in Cannes für die Reihe Les premiers films vorgesehen, konnte aber coronabedingt nicht gezeigt werden. Er wurde für insgesamt 11 Filmpreise nominiert.

### Kritik
„Frühling in Paris ist die Coming-of-Age-Geschichte eines Mädchens, das in Montmartre lebt“, schreibt Der Spiegel. Hier erzähle aber kein männlicher Regisseur von einer Amour fou, stattdessen wirke der Film wie das Tagebuch eines Mädchens, das sich in ihrer Rolle als Frau neu zu definieren versuche. Lindon komme in ihrem Film ohne Rebellion und Provokation aus. „Nähe wird nicht durch Sex definiert […]. Zwischen den beiden gibt es kein Machtgefälle, er ist kein Verführer und sie keine Verführte.“
Das Lexikon des internationalen Films bezeichnet ihn als „Eine lyrische Ode an die Liebe, die vom schmerzhaft schönen Übergang zwischen den Freuden der Kindheit und dem Aufbruch ins Erwachsenenleben erzählt. Der selbstbewusst inszenierte Debütfilm erinnert an den frischen Wind der Nouvelle Vague, entfaltet aber eine ganz eigene stilistische Brillanz“.
Der Filmkritiker des Frankfurter Magazins Strandgut bemängelt zwar einige Längen des Films, schreibt aber dann: „Bemerkenswert sind jedoch die Liebesszenen, die ohne expliziten Sex auskommen. Bei ihnen stand der große Romantiker Jacques Demy Pate. […] Zwei von Vivaldi-Musik unterlegte Synchronballette mit ihr und Raphael ersetzen die üblichen Sexeinlagen, auf die der Film wie nur wenige heutzutage verzichtet. Etwas Märchenhaftes erhält »Frühling in Paris« dadurch, dass Suzannes erste Liebe einem Mann gilt, der ihr in seiner Zurückhaltung ähnelt. Der Film erzählt eben auch die Geschichte von den zwei einsamen Seelen, die zueinander finden. Unsensiblen Gemütern mag die 74-minütige Romanze um einiges länger vorkommen. Alle anderen werden sich an eigene Erfahrungen erinnern und vom plötzlichen Ende überrascht sein“.